# 雷亚猛的布鲁特
雷亚猛的布魯特（约1190年至1215年），也被称为《英国纪事》（The Chronicle of Britain），是由英国牧师雷亚猛编辑和改写的中古英语诗。 布魯特的长度为16,096行，叙述了不列颠的历史：它是自《盎格鲁-撒克逊编年史》以来第一部用英语撰写的史学作品。 这首诗以神话中不列颠创造者特洛伊的布鲁图斯的名字命名，主要以韦斯的盎格鲁-诺曼的布鲁特之歌为基础，后者又在某种程度上是蒙茅斯的杰弗里的拉丁文作品《不列颠王国史》的某个版本。然而，雷亚猛的诗比两者都长，他扩写了亚瑟王的生活与战功的部分。它是押韵编年史家常写的押头韵诗，诗句的两半经常通过押韵和头韵联系在一起。